# 全国おもしろニュースグランプリ
『（第○回）全国おもしろニュースグランプリ（西暦）』（ぜんこくおもしろニュースグランプリ、The Omoshiro News Grandprix.）は1988年から2014年までの27年間、毎年12月末にテレビ朝日系列で放送されていた日本のバラエティ特番である。第1回放送は1988年12月31日で、以後毎年大晦日（例外あり）の恒例番組となっていた。

## 概要
ANN系列26局（クロスネット局の福井放送・テレビ宮崎を含む）が持ち寄った各局選りすぐりのニュース・ハプニング映像を各部門ごとに紹介・審査し、各部門から1作品の部門賞を決定。その中から最も面白かったとされるニュース映像に「おもしろニュースグランプリ」が贈られるものである。福井放送はANNに正式加盟していなかった第1回から参加していた（1989年4月に正式加盟）。
スタジオにはANN系列局の女性アナウンサー が集結、ハプニング映像以外にもスタジオに集結した女子アナ参加によるゲームや特技の披露、女子アナ全員を対象にした意識調査なども行っていた。
番組では各局の名物アナウンサー・記者の記憶に残る映像を多く紹介しており、特に1996年（第9回）の北陸朝日放送・中本圭一（当時アナウンサー）のニュース番組での鼻血事件などが有名。ほか、各地の名物人間や動物などの傑作映像も多く紹介。なかでも青森朝日放送が長年鶴田町の禿げ頭の男性数人によるサークル「ツル多ハゲます会」を取上げるなど、各局とも趣向が見られた。
メイン司会は、所ジョージ、板東英二らが歴代で務め、2002年（第15回）からは爆笑問題が担当していた。また、アシスタントは2005年（第18回）まではテレビ朝日の女性アナウンサーが担当してきたが、2006年（第19回）の前年女子アナ部門賞受賞で当時大分朝日放送アナウンサーだった中嶋美和子（2007年3月退社）、2007年（第20回）の朝日放送 出身のフリーアナウンサー・山本モナ、2008年（第21回）から3年連続で務めた元NHKアナウンサーの久保純子を経て、2011年（第24回）には大木優紀が担当し、再びテレビ朝日の女性アナウンサーの担当となった。
過去には、青森放送・テレビ信州・山口放送・テレビ熊本・テレビ大分（ANN単独系列局の開局まで）、山形放送（山形テレビのネットチェンジまで）も参加していた。

### 番組の終了とその後
2012年より、NHKが本番組と同じ大晦日夕方に総合テレビで『しあわせニュース』 を放送し、全局参加のニュース大賞企画が競合する形となった。その影響からか、本番組の視聴率が低迷、また編成上の都合などから、2014年度を最後に事実上27年の歴史に幕を下ろした（テレ朝サイドからは企画の終了に関して発表はなかった）。これにより、ANN系列26局参加の特別番組は姿を消すこととなった。
2015年以降、本番組に代わりテレビ朝日の大晦日夕方枠は、2009年までと2012年にゴールデンタイム枠で放送されていた『大みそかだよ!ドラえもん』（1時間SP）が復活し、再び毎年の恒例となった。

## 放送時間
- 放送は2時間枠で開始初期は12月31日（大晦日）の午前中の時間帯（『モーニングショー（第1期）』[注 9] が放送されていた時代は9:30-11:30。以下全てJST）に放送され、その後2004年（第17回）までは同じく大晦日の正午枠（12:00-13:55）に放送してきたが、2005年（第18回）から10年間、一部の地域を除いて15時台後半枠で放送されていた（年度により異なる）。
- 年度によっては放送日が12月29日か12月30日となったケースもあり、またネット局内でも放送時間が異なっていたケースもあった。

### 番組末期のケース
※いずれもキー局・テレビ朝日を基準とする。
- 2001年（第14回）は時間調整の都合で12月31日15:30-17:25の放送となった。
- 2005年（第18回）以降は12:00-15:25枠が『年忘れ!吉本お笑いオーケストラ』（テレビ朝日、12:00-13:55）[注 10] や『探偵!ナイトスクープVSクイズ!紳助くん』（朝日放送）[注 11] など各地の系列局で独自特番を編成する関係で、15時台後半（15:30-17:25）へ移行となった。
- 2008年（第21回）は番組史上初めて26局同時ネット放送（15:30-17:25）となった。
- 2010年（第23回）のみ、15:30-16:45に『年忘れ!ジャニーズ東西歌合戦』を放送[注 12] し、またこの年は恒例の『大みそかだよ!ドラえもん』が休止[注 13] となったこともあり、17:00-19:00の枠での放送となった。前年より5分延長し番組史上最長の120分での放送となったほか、本番組の歴史上では初めてゴールデンタイム前の夕方の枠での放送となった。
- 2011年（第24回）から15時台後半に復帰。この年から2年間、15:25-17:25の枠での放送となった。2013年（第26回）は4年ぶりに15:30-17:25の枠に戻り、この体制は最終回（2014年・第27回）まで続いた。

### クロスネット局および一部ANN系列局の対応
- クロスネット局である福井放送（日本テレビ系列〈NNS・NNN〉にも加盟）とテレビ宮崎（フジテレビ系〈FNS・FNN〉、NNNにも加盟）では例年放送時間が異なる場合がある（12:00放送時代は2時間遅れで14:00-16:00、など)。ただし、福井放送のみ2005年（第18回）から3年間は12:00-13:55のままで、テレビ宮崎は2005年より毎年（2010年を除く）、テレビ朝日系列（朝日放送は2006年（第19回）以降）とそれぞれ同時ネットとなっている。また2012年（第25回）と2014年（第27回）は26局同時ネットとなっている。
- 2001年（第14回）はテレビ朝日以外の系列局は、テレビ朝日からの裏送りの形を取り、12:00-13:55同時ネットとなった。
- 2005年（第18回）は朝日放送と福井放送のみ、12:00-13:55同時ネットとなった（テレビ宮崎は15:30-17:25同時ネット）。
- 2009年（第22回）は福井放送のみ30分遅れの放送（16:00-17:55）となった[注 14]。
- 2010年（第23回）は福井放送・テレビ宮崎ともに16:00-18:00と、テレビ朝日系列より1時間先行してネット[注 15]。これにより福井放送は2年連続で16:00からとなった。
- 2011年（第24回）は福井放送のみ16:30-18:30と、1時間遅れのネット[注 16]、これにより福井放送においては史上最も遅い放送時間となった。
- 2013年（第26回）は福井放送のみ12:00-14:00とテレビ朝日系列とテレビ宮崎より3時間25分先行してネットされた。

## 参加放送局
（※太字は番組終了時点の参加局。略称、系列は現在のもの）
| 放送対象地域 | 放送局                 | 系列                          | 備考                               |
| ------------ | ---------------------- | ----------------------------- | ---------------------------------- |
| 関東広域圏   | テレビ朝日（EX）       | テレビ朝日系列                | ※製作・主催局                      |
| 北海道       | 北海道テレビ（HTB）    | テレビ朝日系列                |                                    |
| 青森県       | 青森放送（RAB）        | 日本テレビ系列                | 1990年（第3回）まで                |
| 青森県       | 青森朝日放送（ABA）    | テレビ朝日系列                | 1991年（第4回）から                |
| 岩手県       | 岩手朝日テレビ（IAT）  | テレビ朝日系列                | 1996年（第9回）から                |
| 宮城県       | 東日本放送（KHB）      | テレビ朝日系列                |                                    |
| 秋田県       | 秋田朝日放送（AAB）    | テレビ朝日系列                | 1992年（第5回）から                |
| 山形県       | 山形放送（YBC）        | 日本テレビ系列                | 1992年（第5回）まで                |
| 山形県       | 山形テレビ（YTS）      | テレビ朝日系列                | 1993年（第6回）から                |
| 福島県       | 福島放送（KFB）        | テレビ朝日系列                |                                    |
| 新潟県       | 新潟テレビ21（UX）     | テレビ朝日系列                |                                    |
| 長野県       | テレビ信州（TSB）      | 日本テレビ系列                | 1990年（第3回）まで                |
| 長野県       | 長野朝日放送（abn）    | テレビ朝日系列                | 1991年（第4回）から                |
| 静岡県       | 静岡朝日テレビ（SATV） | テレビ朝日系列                | 旧・静岡けんみんテレビ             |
| 石川県       | 北陸朝日放送（HAB）    | テレビ朝日系列                | 1991年（第4回）から                |
| 福井県       | 福井放送（FBC）        | 日本テレビ系列 テレビ朝日系列 |                                    |
| 中京広域圏   | 名古屋テレビ（NBN）    | テレビ朝日系列                | 2003年より「メ〜テレ」の愛称を使用 |

| 放送対象地域   | 放送局                   | 系列                                         | 備考                |
| -------------- | ------------------------ | -------------------------------------------- | ------------------- |
| 近畿広域圏     | 朝日放送（ABC）          | テレビ朝日系列                               | 現・朝日放送テレビ  |
| 広島県         | 広島ホームテレビ（HOME） | テレビ朝日系列                               |                     |
| 山口県         | 山口放送（KRY）          | 日本テレビ系列                               | 1992年（第5回）まで |
| 山口県         | 山口朝日放送（yab）      | テレビ朝日系列                               | 1993年（第6回）から |
| 香川県・岡山県 | 瀬戸内海放送（KSB）      | テレビ朝日系列                               |                     |
| 愛媛県         | 愛媛朝日テレビ（eat）    | テレビ朝日系列                               | 1995年（第8回）から |
| 福岡県         | 九州朝日放送（KBC）      | テレビ朝日系列                               |                     |
| 長崎県         | 長崎文化放送（NCC）      | テレビ朝日系列                               |                     |
| 熊本県         | テレビ熊本（TKU）        | フジテレビ系列                               | 1988年（第1回）のみ |
| 熊本県         | 熊本朝日放送（KAB）      | テレビ朝日系列                               | 1989年（第2回）から |
| 大分県         | テレビ大分（TOS）        | 日本テレビ系列 フジテレビ系列                | 1992年（第5回）まで |
| 大分県         | 大分朝日放送（OAB）      | テレビ朝日系列                               | 1993年（第6回）から |
| 宮崎県         | テレビ宮崎（UMK）        | フジテレビ系列 日本テレビ系列 テレビ朝日系列 |                     |
| 鹿児島県       | 鹿児島放送（KKB）        | テレビ朝日系列                               |                     |
| 沖縄県         | 琉球朝日放送（QAB）      | テレビ朝日系列                               | 1995年（第8回）から |

## 司会
- 所ジョージ（1988年 - 不明）
- 早見優（1988年）
- 高見知佳
- 榊原郁恵（1990年）
- 蓮舫
- 板東英二
- 東野幸治
- 爆笑問題（太田光・田中裕二）（2002年 - 2014年）

### アシスタント
- 野村真季（ - 2005年）
- 中嶋美和子（2006年）[注 2]
- 山本モナ（2007年）
- 久保純子（2008年 - 2010年）
- 大木優紀（2011年 - ）
- 松尾由美子（2013年）
- 宇賀なつみ（2014年）

## 出演者
毎年、系列各局を代表して各局女性アナウンサーが1人ずつ出演していたほか、審査員としてお笑いタレント、俳優、プロ野球選手、文化人などといった著名人が5-6人出演していた。また年度によっては仮面ライダーシリーズからも出演俳優が1人参加していた（ただし2014年（第27回）はスーパー戦隊シリーズから出演した）。
なお、2005年（第18回）のみ通常の審査員制度を休止し、各局から女性アナウンサー各1人が参加してクイズに挑戦する方式を採用した。

### ゲスト
俳優
- 賀集利樹
- 金子昇
- 北村総一朗
- 陣内孝則（2014年）
- 友井雄亮（『仮面ライダーアギト』、2001年）[注 17]
- 松田悟志（『仮面ライダー龍騎』、2002年）
- 半田健人（『仮面ライダー555』、2003年）
- 椿隆之（『仮面ライダー剣』、2004年）
- 佐野岳（『仮面ライダー鎧武』、2013年）
- 志尊淳（『烈車戦隊トッキュウジャー』、2014年）

女優
- あき竹城
- 岡江久美子
- 真琴つばさ

アイドル
- 大倉忠義（関ジャニ∞、2008年[注 18]）
- 指原莉乃（HKT48、2013年）
- 玉森裕太（Kis-My-Ft2）
- 藤本美貴（元モーニング娘。）
- 矢口真里（元モーニング娘。）

お笑いタレント
- いとうあさこ（2014年）
- 劇団ひとり（2010年[注 19]、2013年）
- 澤部佑（ハライチ、2014年）
- 品川祐（品川庄司）（2008年）
- 関根勤
- 千原兄弟
  - 千原ジュニア（2009年）
- 長井秀和[注 20]
- 日本エレキテル連合（2014年）
- 福田彩乃（2012年）
- ほっしゃん。（2008年）
- 松嶋尚美（オセロ）
- 渡部建（アンジャッシュ）
- 渡辺正行（コント赤信号）

タレント
- 磯野貴理子
- 大竹まこと
- 勝俣州和
- 小島慶子（元TBSアナウンサー、2013年）
- 榊原郁恵（1990年には司会も）
- 柴田理恵（2008年）
- 清水ミチコ
- 釈由美子
- トリンドル玲奈
- 安めぐみ
- 山中秀樹（フリーアナウンサー、元フジテレビアナウンサー）

ミュージシャン
- DAIGO（BREAKERZ）

スポーツ選手
※所属は出演当時
- 池山隆寛（野球、ヤクルトスワローズ）
- 高橋由伸（野球、読売ジャイアンツ[注 21]）
- 宮本慎也（野球、ヤクルトスワローズ、野球日本代表）
- 立石諒（競泳、ロンドンオリンピック銅メダリスト）
- 安藤美姫（フィギュアスケート[注 22]、2014年）

文化人
※役職は出演当時
- 東国原英夫（政治家[注 23]、元たけし軍団・そのまんま東）
- 橋下徹（弁護士、政治家[注 24]）[注 25]
- 舛添要一（国際政治学者、政治家[注 26]）[注 27]
- 林修（予備校講師、2013年）[注 28]

ほか。

### ナレーション
- 広中雅志
- 萩野志保子（テレビ朝日アナウンサー）
- 大熊英司（同上）- 第3回
- 松井康真（同上、当時。現：報道局）- 第4回
- バカボン鬼塚 - 第23回
- 平野義和 - 第26回
- TARAKO - 第26回

ほか。

## 受賞作品
- 「おもしろニュースグランプリ」受賞作は 太字 で表示（2005年以降）。
- 表記内の局名、アナウンサーや記者などの在籍局名、役職などは、いずれも当時のもの。

### 2005年（第18回）
| 部門賞                   | 受賞局         | 受賞者および受賞内容               |
| ------------------------ | -------------- | ---------------------------------- |
| 映像部門グランプリ       | 大分朝日放送   | 中嶋美和子「縄文杉の前で私に感動」 |
| スクープ賞               | 朝日放送       | 電柱に咲く花                       |
| 敢闘賞                   | 福井放送       | 78歳 初めての運転                  |
| 女子アナ対抗クイズ・優勝 | 愛媛朝日テレビ | 林暁代                             |

### 2006年（第19回）
| 部門賞                 | 受賞局         | 受賞者および受賞内容 |
| ---------------------- | -------------- | -------------------- |
| とっておき衝撃映像部門 | 北海道テレビ   |                      |
| スーパーご長寿部門     | 青森朝日放送   | ハゲワールドカップ   |
| よくできました映像部門 | 東日本放送     | 滑り台               |
| 国民的動物部門         | 愛媛朝日テレビ |                      |
| 女子アナ部門           | 大分朝日放送   | 中嶋美和子           |

### 2007年（第20回）
| 部門賞         | 受賞局         | 受賞者および受賞内容               |
| -------------- | -------------- | ---------------------------------- |
| 今年の顔部門   | 瀬戸内海放送   | 多賀公人「ハニカミ王子誕生の瞬間」 |
| ハプニング部門 | 愛媛朝日テレビ | あの市長がまた…                    |
| 女子アナ部門   | 北陸朝日放送   | 塚本くみ子「ダダすべりの女」       |
| スゴイ人部門   | メ〜テレ       | 長寿ボウラーの秘密                 |
| どうぶつ部門   | 朝日放送       | 登るオオサンショウウオ             |
| 摩訶不思議部門 | 東日本放送     | 家が鳥に奪われた                   |

### 2008年（第21回）
| 部門賞           | 受賞局           | 受賞者および受賞内容 |
| ---------------- | ---------------- | -------------------- |
| 動物部門         | 広島ホームテレビ | 袋好きの赤ちゃん     |
| ハプニング部門   | 東日本放送       | 温厚なサメ           |
| 女子アナ部門     | テレビ宮崎       | 小西麻衣子「ドロ女」 |
| スゴイ人部門     | 朝日放送         | テクニシャンな指     |
| オリンピック部門 | 青森朝日放送     | 伊調姉妹が大泣き!    |
| 列島異変部門     | 長野朝日放送     | 牧場の侵入者         |
| 摩訶不思議部門   | 瀬戸内海放送     | 食べられるねずみ     |

### 2009年（第22回）
| 部門賞         | 受賞局         | 受賞者および受賞内容   |
| -------------- | -------------- | ---------------------- |
| 女子アナ部門   | 長崎文化放送   | 眞方富美子「泥沼の女」 |
| ハプニング部門 | 静岡朝日テレビ | ワニVS記者             |
| 動物部門       | 瀬戸内海放送   | あの"ダメ犬"きな子が…  |
| スゴイ人部門   | メ〜テレ       | 燃え過ぎる男達         |
| 素敵な話部門   | 山口朝日放送   | ひとりの運動会         |
| 摩訶不思議部門 | 長野朝日放送   | 松のような桜           |

### 2010年（第23回）
| 部門賞                | 受賞局       | 受賞者および受賞内容       |
| --------------------- | ------------ | -------------------------- |
| 女子アナ部門          | 朝日放送     | 喜多ゆかり「生で号泣」     |
| ハプニング部門        | 鹿児島放送   | 選手宣誓                   |
| 祭り部門              | 長野朝日放送 | 御柱の男たち               |
| スゴイ人部門          | 九州朝日放送 | ボクサー姉妹               |
| 厳選!ご当地グルメ部門 | 秋田朝日放送 | よこまき。（秋田県横手市） |
| 動物部門              | メ〜テレ     | 野生のムコドノ             |

### 2011年（第24回）
| 部門賞           | 受賞局         | 受賞者および受賞内容     |
| ---------------- | -------------- | ------------------------ |
| 女子アナ部門     | 鹿児島放送     | 中西可奈「泣いて飛ぶ女」 |
| ハプニング部門   | 静岡朝日テレビ | キレるカメラマン         |
| 動物部門         | 大分朝日放送   | 猫の母は犬               |
| スゴイ人部門     | 青森朝日放送   | 輝ける長寿               |
| ご当地グルメ部門 | 北陸朝日放送   | 麩の出荷金額日本一       |
| ミステリー部門   | 秋田朝日放送   | 人気者のセバスチャン     |

### 2012年（第25回）
| 部門賞               | 受賞局         | 受賞者および受賞内容               |
| -------------------- | -------------- | ---------------------------------- |
| 動物部門             | メ〜テレ       | IQの高い九官鳥                     |
| ハプニング部門       | 朝日放送       | 空飛ぶ強盗                         |
| 女子アナ部門         | 愛媛朝日テレビ | 大角茉里「落ちた！」               |
| オリンピック部門     | （表彰対象外） | （表彰対象外）                     |
| 男子アナ部門         | テレビ宮崎     | 岩下克樹「みんなから愛されてます」 |
| 頑張ってます2012部門 | 長野朝日放送   | 男の役目                           |
| ミステリー部門       | 鹿児島放送     | めでたいご馳走パート①              |
| グルメ部門           | 秋田朝日放送   | ヒロッコ                           |

### 2013年（第26回）
| 部門賞         | 受賞局           | 受賞内容         |
| -------------- | ---------------- | ---------------- |
| 小島慶子賞     | 熊本朝日放送     | 90歳のボルト     |
| 林修賞         | 九州朝日放送     | 不思議なたまご   |
| 指原莉乃賞     | 北海道テレビ放送 | キリンの引っ越し |
| 佐野岳賞       | 愛媛朝日テレビ   | 男たちの闘い     |
| 劇団ひとり賞   | 長野朝日放送     | 男たちの闘いII   |
| 田中裕二特別賞 | 岩手朝日テレビ   | じぇじぇじぇの星 |

### 2014年（第27回）
| 部門賞               | 受賞局         | 受賞内容                   |
| -------------------- | -------------- | -------------------------- |
| 安藤美姫賞           | 静岡朝日テレビ | 世界一を目指す相撲女子高生 |
| 陣内孝則賞           | 青森朝日放送   | 13歳 バドミントン界の新星  |
| いとうあさこ賞       | 新潟テレビ21   | 87歳のライフセーバー       |
| 志尊淳賞             | 北陸朝日放送   | 世界遺産に移住した一家     |
| ハライチ澤部賞       | 山口朝日放送   | リュウグウノツカイ         |
| 日本エレキテル連合賞 | 長崎文化放送   | 泥だらけで頑張ったのに     |

## その他
- 2003年（第16回）の放送において、女子アナ同士による卓球対決が行われた（対戦の内容は不明。なお、審判は青木史義が担当した）。
- 2005年（第18回）のみ行われた「女子アナ対抗クイズ」では各局女性アナウンサー26人を「特上」「上」「並」の3チームに分けて対抗戦を行い、3チームのうち6人（特上3人、上2人、並1人）で決勝を争うというルールだった。この女子アナ対抗クイズでは愛媛朝日テレビ・林暁代（当時。翌2006年春に同局を退職）が優勝した。
- 2006年（第19回）の放送では各地ANN系列局のご当地人気番組やローカルヒーローのコーナーも登場。北海道テレビの人気番組『水曜どうでしょう』『おにぎりあたためますか』などの番組や、メ～テレ『どですか!』の宮地佑紀生などが紹介された。
- 2007年（第20回）の放送では「今暴かれる!女子アナのヒミツ」と題して、参加26局女子アナウンサーにゲストがボールに書かれた番号に応じて質問をぶつける意識調査企画が登場した。また、この年は20周年企画として、過去の傑作VTRも紹介された。
- 2009年（第22回）の放送では千原ジュニアとDAIGOがゲスト出演しており、司会の爆笑問題とともに、『笑っていいとも!』（フジテレビ系）水曜日のレギュラー出演者4名が共演した。
- また、第22回では太田光が「2009年流行語講座」と題して「婚活事情」について独自の観点で紹介し、この流れから、女性アナウンサー26人に対する意識調査企画「今暴かれる!女子アナのヒミツ」に突入。「田中裕二と付き合いたい」等の調査が行われた。
- 2011年（第24回）の放送では「2012年幸運顔女子アナ」と題した企画を実施、参加26局女子アナウンサーの中から2012年に幸運をもたらす顔の女子アナ上位3名を挙げ、大分朝日放送・山下拓見（当時）が見事1位に輝いた。ちなみに3位はテレビ朝日の竹内由恵（当時）だった。また「女子アナ相性診断」の企画も行われた。
- また、2011年の放送では3月11日に発生した東北地方太平洋沖地震（東日本大震災）からその後の復興に向けて立ち上がった人々を紹介する『あの日から踏み出す一歩』という企画も放送された。
- 2012年（第25回）の放送では「2013年好運誕生日ランキング」として、100位までの日付（誕生日）を発表（ゲッターズ飯田が監修）。第1位は9月5日だった[1]。
- 2013年（第26回）の放送からは、部門別ではなく各ゲスト（2013年は司会の田中裕二も）ごとの賞が贈られその中からグランプリを決定する方式をとった。
- 2016年2月6日午後に毎日放送（MBS）[注 35]制作・TBS系列で、本番組とタイトルが似ている『全日本ご当地ニュースグランプリ』という特別番組が放送されたが、番組の企画趣旨が異なる別物であり無関係である。司会は俳優の谷原章介が務め、全国各地の新聞記事などからご当地ニュースを数本紹介した。本番組と異なり、系列各局全局参加の形はとられなかった。
- 2018年7月5日の『ナニコレ珍百景3時間スペシャル』（19:00 - 21:48）にてANN系列24局（福井放送・テレビ宮崎を除く）が参加、各局のアナウンサーらが珍百景を紹介した。同特番が事実上、本番組終了から約4年半ぶりの系列局参加企画となった。
- 2021年12月25日には、中部地方のANN系列5局（福井放送を除く）共同制作による『新発見!グッドニュ～ス大賞2021』（14:00 - 15:30）が放送される[2]。同番組は中部地方の「グッドニュース」だけを厳選して紹介し、その中から大賞を決定する（これも、本番組とコンセプトがよく似ている）。司会を千原ジュニア、アシスタントを宮崎玲衣（静岡朝日テレビアナウンサー）がそれぞれ務め、ゲストには品川祐（品川庄司）、中山優馬、朝日奈央、5局アナウンサー[注 36]が出演[3][4]。ブロック限定ではあるものの、本番組終了から約7年ぶりのANN系列局参加の年末ニュース大賞特番となる。
- 2022年の年末より『イチモニ!』（HTB）『ドデスカ!』（メ～テレ）『おはよう朝日です』（ABCテレビ）『アサデス。KBC』（KBC）のANN系早朝ローカルワイド4番組の合同特番として『ご当地“推しニュース”GP』が放送されている[5][6]。

## スタッフ
※2014年（第27回）時点
- 構成：田中直人、工藤ひろこ、野口悠介
- TM：太田憲次
- TD：栗林克夫
- CAM：朝香昌男
- MIX：林田群士
- VE：菅原将
- 照明：中本明人
- 美術：金澤弘道
- 美術デザイン：杉崎明日香
- 美術進行：浅田幸栄
- 装飾：川上諒子
- 大道具：副島信太郎
- 小道具：宮本恵美子
- 電飾：菊澤明香
- モニター：鈴木久
- 消え物：工藤和代
- メイク：川口かつら店
- 音効：田中寿一（Jワークス）
- TK：高橋由佳（M&M）
- 編集：村上朗仁（IMAGICA）
- MA：津田秀樹（IMAGICA）
- 技術協力：テイクシステムズ、テレテック、東通
- 美術協力：テレビ朝日クリエイト（以前は技術協力と表記）
- 編成：高橋正輝、吉村周
- 宣伝：三本真一
- ネットワーク：木内麻由美
- デスク：木下しおり
- リサーチ：株式会社ブレイド
- FD：岩本浩一
- AD：楠雄資、野津彩乃、石毛杏奈、上田祐子、西川晶子
- AP：阿部優香子、中尾まなみ
- ディレクター：太田博章、大峰功史、今井伸弥、塚原和代
- 演出：加地克也
- プロデューサー：畔柳吉彦 / 白髭晋二、鈴木良宜
- ゼネラルプロデューサー：藤井智久
- チーフプロデューサー：青山幸光（以前はエグゼクティブプロデューサー）
- 制作協力：東通企画、ズームエンタープライズ
- 制作著作：テレビ朝日

### 過去のスタッフ
- 制作︰皇達也
- 構成：笠博勝、高橋一夫、高橋洋二、鈴木浩介、富沢エイジ、小林清人
- 技術︰斎藤俊夫
- TD：高木武彦
- SW：石渡剛
- CAM：近江靖、渡邊良平、錦戸浩司
- 映像︰西脇正和
- VE：柳沢満
- AUD：牧野行雄、柳原健司
- VTR：木島洋
- 照明：高橋孝男、高柳薫、小松武久
- 美術︰坂本廉三
- デザイナー：小谷知輝
- 美術進行：古居真夏、森みどり
- 装飾：松井達彦
- 大道具：深谷公造、神谷直矢、山本一夫
- 小道具：石井良憲、東郷祐一
- 電飾：浜野尚、宮田智博、廣峰俊雄
- マルチ：安田佳弘
- オブジェ：藤原美歩
- 衣装︰高橋喜一郎
- メイク：尚照夫、小笠原和美、水上摂子
- タイトル︰水口正巳
- スタイリスト︰矢野悦子
- 音効：半沢知宏、金子喜久夫、3×7 / ヴェントゥオノ
- TK：池田瑞重、宇田直美、柳瀬美枝
- 編集・MA：OMNIBUS JAPAN、e-naスタジオ
- 編成：渡辺実、松野良紀
- 宣伝：平野三和、加藤直美
- デスク：宮川道子、武舎明子、嶋津理恵
- リサーチ：小宮誠、武田博志、小堀裕也
- FD：矢合清（トスプランニング）
- AD：中川理砂、嵯峨里沙
- AP：池内努、串崎香奈（東通企画）
- ディレクター：森岡茂実、平城隆司、中井啓介（東通企画）、並木哲也・布川英樹・山本愛・山野辺聖勝・日浦浩二・鈴江こころ（安寿）、日浦浩二、守下雅也
- 演出：若林愛美（安寿）
- プロデューサー：鈴木宏男、小林正 / 堀家正機、小幡英司（安寿）
- 制作協力：安寿、トスプランニング